# Harcok a Nefúsza-hegységben
A 2011-es nefúsza-hegységbeli összecsapások a líbiai polgárháború során zajlottak le Moammer Kadhafi diktátor hadserege és az ellene lázadó Átmeneti Nemzeti Tanács fegyveresei közt.

## Előzmények
A Nefúsza-hegység vidékét többségében berberek lakják, akik Kadhafi uralma idején a líbiai kormányzat részéről nagy fokú elnyomásban részesültek, Kadhafi betiltatta a berber nyelv iskolái taníttatását, sőt még a hagyományos berber nevek használatát is.
2011. február 15-én ellenzéki lázongások kezdődtek az ország keleti részén fekvő Bengáziban, a felkelés nagyon hamar átterjedt a Nefúsza-hegység legjelentősebb városának számító Zintánra is. A kezdetben békés tüntetések a rendfenntartó erők erőszakos közbelépésének köszönhetően fegyveres felkeléssé fajultak, melynek során február végére az egész hegység teljes térsége a lázadók kezére került.

## A kadhafista offenzíva
Március 1-jén a líbiai hadsereg offenzívába kezdett Tripolitól délre a röviddel azelőtt elvesztett területek visszaszerzésére. Az offenzíva elsődleges célja a stratégiai fontosságú Garján város elfoglalása volt.
A város megszerzése egy éjszaka alatt sikerült Kadhafi katonáinak, március 2-án elesett a közeli Szabráta település is. Ezt követően a hadsereg egyenesen Zintán ellen indult, melyet rövidesen ostrom alá is vett, az ottani felkelők azonban három rohamot is visszavertek. Március 6-án egy újabb sikertelen roham után BM–21 Grad rakétákkal kezdték lőni a várost, valamint ostrom alá vették a közeli Jafrán és Nalut településeket is.
Március 21-én a kormányerők ismét megkíséreltek egy rohamot a város ellen, de a lázadók - ekkor már a nemzetközi koalíció légiereje által is segítve ismét visszaverték azt, 8 lázadót, valamint 8 - 13 civilt veszítve.
Április első napjaiban a kormánykatonák folytatták Zintán, Jafrán és Nalut lövetését rakétákkal, valamint ostrom alá vették Kikla kisvárost is, Zintántól 60 km-re keletre. Április 12-én a katonák benyomultak Zintán nyugati területére, a lázadók azonban ismét megállították őket.
Április 21-én Nalut lázadóinak egy része ellentámadásba átmenve megtámadta és elfoglalta Vázzin, tunéziai határ mellett fekvő várost, melynek birtoklásáért hosszas csata alakult ki, melyben a felkelők győztek, biztosítva maguk számára a legfontosabb határátkelőhely birtoklását és ezzel az utánpótlási vonalat is maguk számára.
Május folyamán tovább folytak változatlan intenzitással a harcok, anélkül, hogy a két fél közül bármelyik is áttörést ért volna el, május 28-án azonban a kormánycsapatok sikeresen bevették Jafránt.

## A lázadók ellentámadása
Június 1-jén a lázadó harcosok a NATO repülőgépeinek hathatós támogatásával ellentámadásba kezdtek és Kadhafi katonáit visszavetve elfoglaltak két kisebb várost Zintántól északra. Június 6-án visszafoglalták Jafránt, nyolc nappal később Kiklát.
Június 20-ig a lázadó harcosok Gázájáig hatoltak előre, azonban támadásuk itt megfeneklett a lojalista harcosok heves ellenállásán. Végül hosszas harcok után augusztus 6-án elesett Bir Ghanam város, augusztus 13. és 18. között pedig egy véres ostrom után elfoglalták Garján várost és a közeli Szurmánt, ezzel megnyitva az utat a főváros, Tripoli fele.

## Következmények
A Nefúsza-hegység berber lázadóinak köszönhetően a kormányerők visszavonulásba kezdtek a keleti fronton is, így Kireneika lázadói Závija mellett egyesülhettek a berber felkelőkkel, majd augusztus 20-án ostrom alá vették a fővárost és alig nyolc napos ostrom után el is foglalták.
Tripoli eleste után előbb Fezzán tartományt tisztították meg a maradék kadhafista ellenállástól, majd ostrom alá vették a még megmaradt két lojalista kézen levő várost: Bani Valídot és Szurtot. Bani Valíd október 17-én esett el, míg Szurt október 20-án, az ostrom során Kadhafit is meggyilkolták. Október 23-án Musztafa Abd el-Dzsalíl, az ÁNT elnöke kinyilvánította az ország felszabadítását és a polgárháború végét.